# Magalas
Magalas är en kommun i departementet Hérault i regionen Occitanien i södra Frankrike. Kommunen ligger i kantonen Roujan som tillhör arrondissementet Béziers. År 2022 hade Magalas 3 531 invånare.

## Befolkningsutveckling
Antalet invånare i kommunen Magalas
Referens:INSEE